# Mouzon (Charente)
Mouzon ist eine französische Gemeinde mit 140 Einwohnern (Stand 1. Januar 2022) im Département Charente in der Region Nouvelle-Aquitaine; sie gehört zum Arrondissement Confolens und zum Kanton Charente-Bonnieure.

## Geografie
Mouzon befindet sich im Bereich des Meteoritenkraters von Rochechouart.

## Bevölkerungsentwicklung

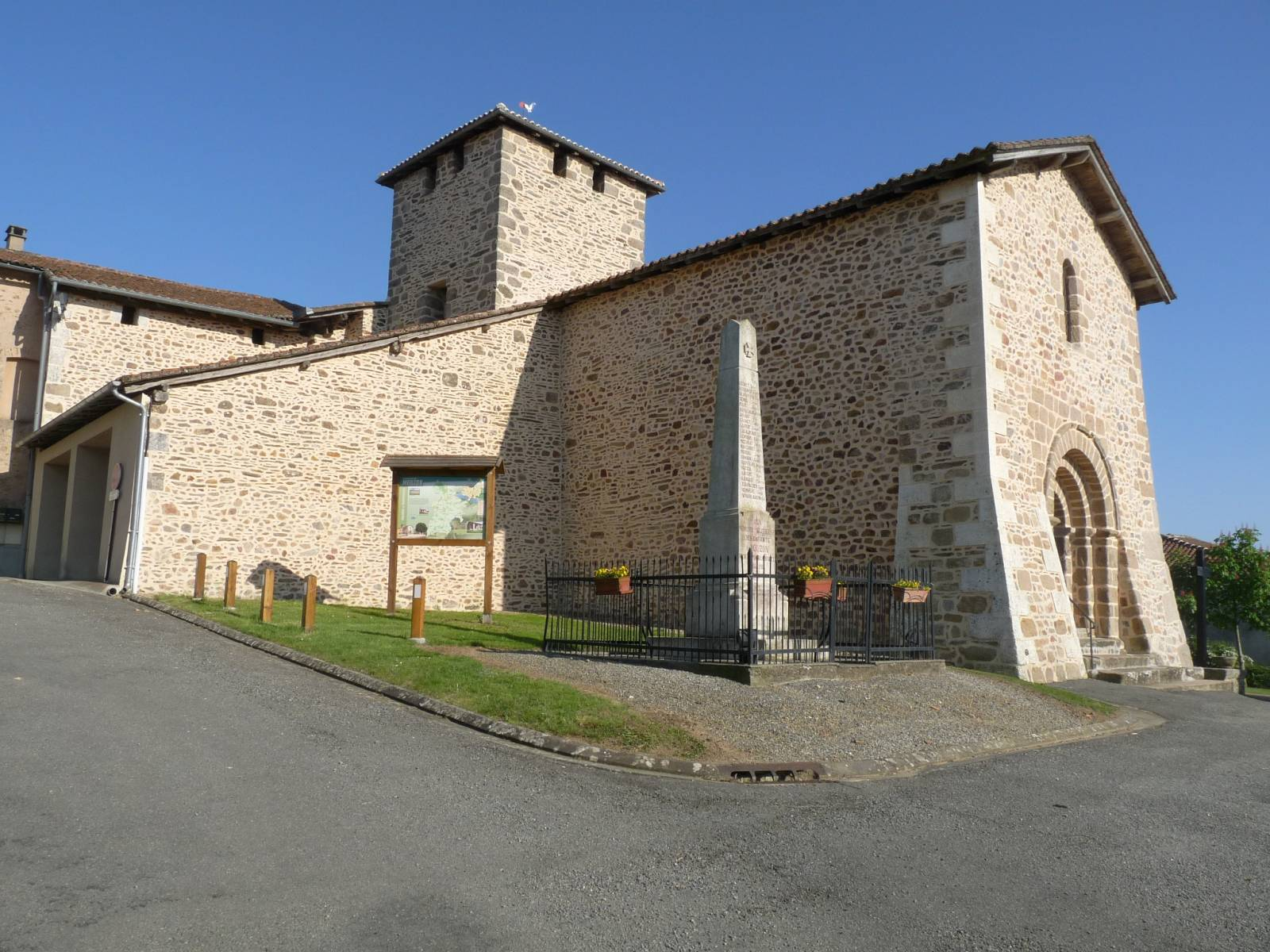
Kirche Saint-Martin

- 1962: 234
- 1968: 240
- 1975: 193
- 1982: 160
- 1990: 155
- 1999: 149
- 2016: 130